# Jatto Ceesay
Jatto Ceesay (Banjul, 16 november 1974) is een Gambiaanse voormalig profvoetballer die als rechter aanvaller speelde.

## Carrière
Ceesay begon bij het Gambiaanse Wallidan Sens. In 1995 kwam hij in Nederland bij Willem II. Op 20-jarige leeftijd maakte hij zijn debuut voor Willem II . Na 8 seizoenen waarin hij vaste waarde was, vertrok hij in de zomer van 2003, mede omdat hij financieel aan de grond zat, op huurbasis naar Al-Hilal in Saoedi-Arabië.
Dit avontuur werd sportief gezien geen succes en hij keerde in de winterstop van 2004 weer terug naar Willem II. Hij zou in het seizoen 2003/2004 nog zeven competitiewedstrijden voor de Tilburgers spelen. Het seizoen daarop was Ceesay vooral invaller. Mede door de aanwezigheid van Kevin Bobson, Martijn Reuser en Anouar Hadouir kwam hij tot slechts 14 optredens. Daarin scoorde hij 4 keer. Ook in het seizoen 2005/2006 was de inbreng van de Gambiaan beperkt. Uiteindelijk zou hij in de winterstop dan ook vertrekken naar AEK Larnaca, waar hij samen met Raymond Victoria en Donny de Groot een van de sterkhouders was.
In de zomer van 2007 vertrokken deze twee spelers van Cyprus. Ceesay volgde en keerde terug naar Nederland, waar hij ging voetballen voor het Almeerse FC Omniworld. Daar werd zijn contract op 25 januari 2008 beëindigd. Hierna keerde hij terug naar Cyprus waar hij sinds 2010 op het derde niveau speelde, in het seizoen 2010/11 bij AO Agías Nápas en in het seizoen 2011/12 bij PO Ormidias.